# Flechtheimspeicher

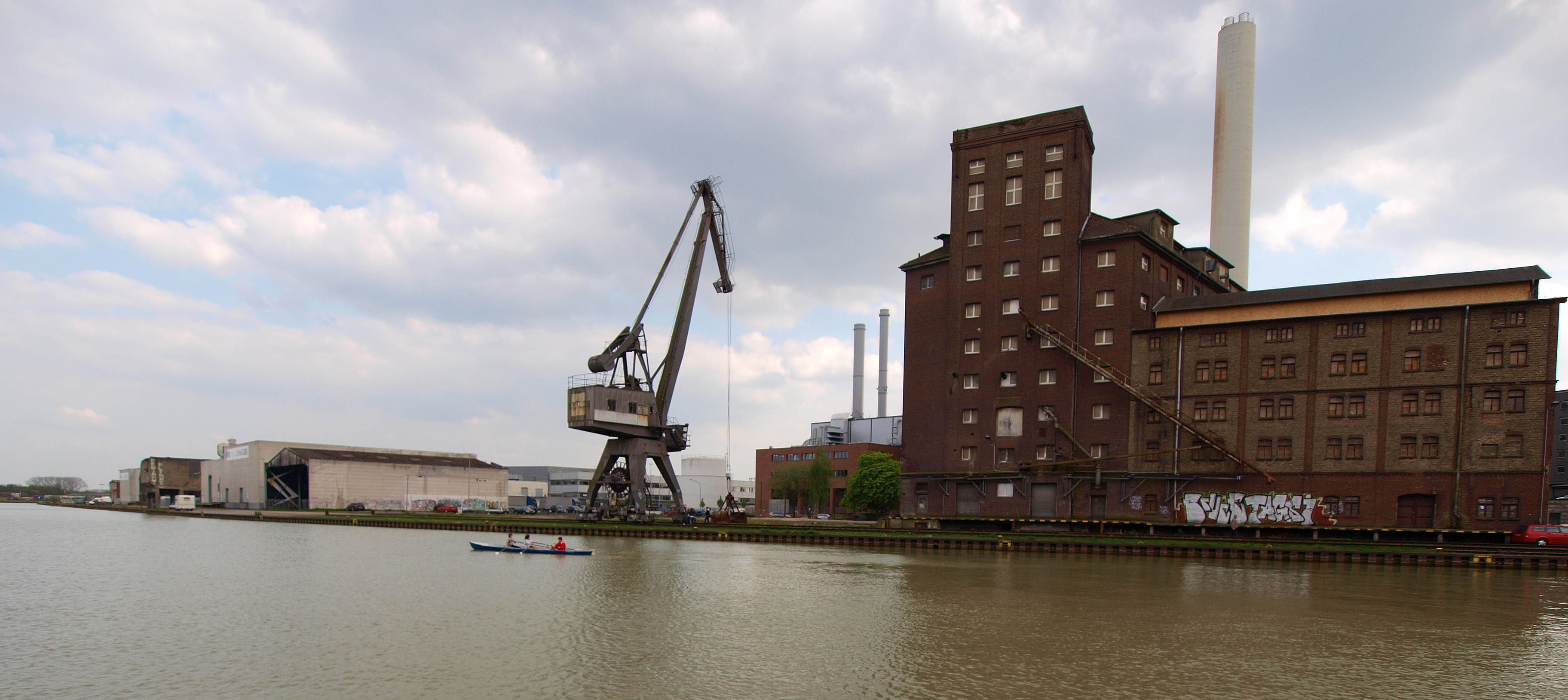
Flechtheimspeicher, Rhenusspeicher, Hafenkran und Lehnkering-Gefahrengutlager (v. r. n. l.)

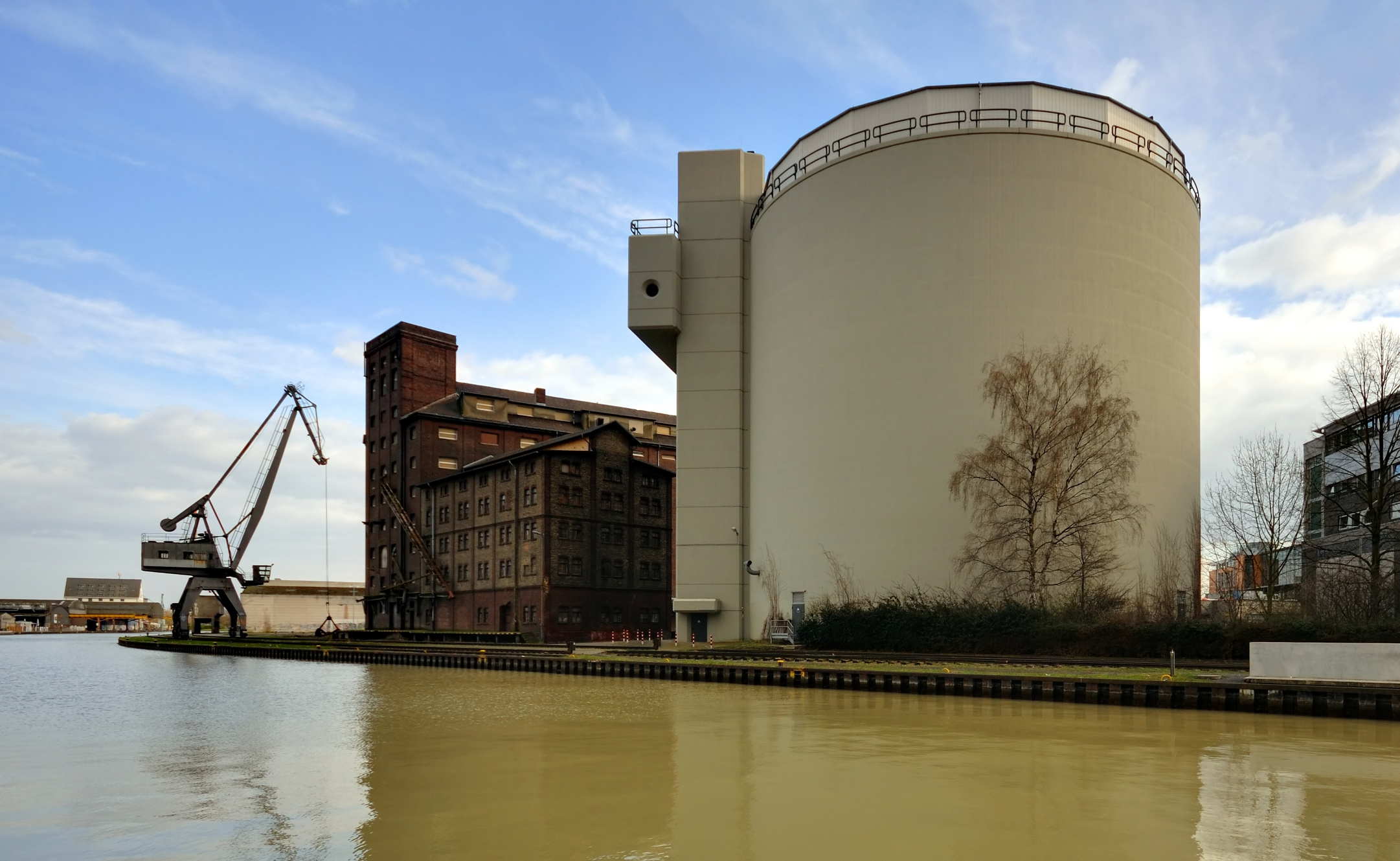
Wärmespeicher rechts, dahinter Flechtheimspeicher mit Hafenkran

Der Flechtheimspeicher ist ein unter Denkmalschutz stehender Getreidespeicher auf der Südseite des Hafenbeckens des Hafens Münster in unmittelbarer Nähe zum ehemaligen Kohlebunker der Stadtwerke sowie dem aus dem Jahre 1962 stammenden Verladekran, dem Wahrzeichen des Münsteraner Hafens. Der als erhaltenswert eingestufte Rhenusspeicher, errichtet von der Firma Rhenus mit Hauptsitz in Hamm, schließt sich an dieses Gebäude an. Die beiden Speicher sind in jeder Etage über das gemeinsame Treppenhaus miteinander verbunden. Zur Gesamtquadratmeterfläche sind unterschiedliche Angaben zu finden, die von mindestens 1.720 Quadratmetern sprechen. Weiterhin heißt es, der Flechtheimspeicher umfasse in jedem seiner fünf Stockwerke 1.620 Quadratmeter. Andere Quellen sprechen für beide Speichergebäude von einer Nutzfläche von rund 8.600 Quadratmetern, auf denen einst 12.000 Tonnen Getreide gelagert wurden. Die Geschosshöhe der einzelnen Stockwerke des Flechtheimspeichers liegt zwischen 3,10 Meter und 3,80 Meter. Die Grundstücke des Rhenus- und Flechtheimspeichers befinden sich in der Flur 148 auf den Flurstücken 563 bis 569, die insgesamt 13.600 Quadratmeter umfassen.

## Geschichte
Der fünfgeschossige Mauerwerksbau wurde 1899 für den jüdischen Getreidegroßhändler Emil Flechtheim (* 1850; † 1933), Vater von Alfred Flechtheim, errichtet. Die international tätige Firma M. Flechtheim und Comp. zählte zu dieser Zeit zu den größten Unternehmen im Getreidehandel und war unter anderem im Duisburger Innenhafen ansässig. Anfang der 1930er Jahre entstand der Rhenusspeicher, der zehn Stockwerke umfasst. Zur Zeit der Bebauung, wie auch im Jahr 2012, befand sich das Grundstück in einem GI-Industriegebiet.
Die Kapitelle der aus Gusseisen gefertigten Mittelstützen tragen eine aus Holzbohlen gefertigte Decke und erinnern an ägyptische Kunst. Zudem wurde der Dachstuhl kunstvoll gearbeitet. Der Flechtheimspeicher wurde unter Denkmalschutz gestellt, da er „als einer der wenigen noch erhaltenen historischen Industriebauten“ als „Beleg für die wirtschaftliche Entwicklung Münsters zu Anfang des 20. Jahrhunderts“ steht. Damit gilt er als ein „als Erinnerungszeichen der industriellen Vergangenheit prägende[s] Gebäude“ des Stadthafens und ist laut einer Bestandsaufnahme hafentypischer Objekte in Münster aus dem Jahr 2001 zu erhalten.
Der Flechtheimspeicher wurde 1939 von Rhenus gekauft. 1969 konnten die Stadtwerke Münster die Grundstücke des Flechtheim- sowie des Rhenusspeichers erwerben. Laut Grundbucheintragungen gingen die Grundstücke bereits 1968 in den Besitz der Stadtwerke über. Seit 1999 befindet sich der Flechtheimspeicher – wie auch der angrenzende Rhenusspeicher – im Besitz der Stadtwerke. Nach Angaben der Stadtwerke Münster lief der Erbbaurechtvertrag der Firma Rhenus bereits 1996 aus, wodurch die Stadtwerke Eigentümer der beiden Speichergebäude wurden. Der Flechtheimspeicher wurde bis Januar 2007 genutzt. Nach einem Architektenwettbewerb aus dem Jahr 2007 gab es den Plan, den Speicher auf lange Sicht als Hotel oder Bürofläche zu sanieren. Dabei sollte dieser im Besitz der Stadtwerke bleiben, nicht zuletzt, um den Betrieb des nahegelegenen Kraftwerks der Stadtwerke aufgrund von Umbaumaßnahmen zur Reduzierung der Geräuschemission nicht zu beeinträchtigen. Dies gab letztlich den Ausschlag für die Büro-, Archiv- und Kulturnutzung des Speichers. Im März 2012 entschied der Aufsichtsrat des städtischen Unternehmens, den Speicher für diese Nutzung umzubauen. Für den Umbau der Speichergebäude sind seitens der Stadtwerke 18 Millionen Euro aus dem eigenen Budget im Gespräch. In den Jahren 2010 bis 2012 drohte der Flechtheimspeicher in einen baulich bedrohlichen Zustand zu geraten, dessen langsamer Verfall erst durch die Umnutzung Einhalt geboten wurde. Im Februar 2013 begannen die Stadtwerke mit der Sanierung der Räumlichkeiten, nachdem sie im ersten Schritt die Förderbänder des ehemaligen Getreidelagers demontiert hatten. Der Einzug des Wolfgang Borchert Theaters erfolgte zum 6. September 2014 mit der Aufführung des Eröffnungsstücks „Die letzte Soirée“, welches die Berliner Autorin Arna Aley im Auftrag des WBT geschrieben hat. Im Zentrum steht Namensgeber und Vorbesitzer des Speichers, der Kunsthändler und Verleger Alfred Flechtheim. Regie führt Intendant Meinhard Zanger.
Die Südseite des Hafenbeckens ist stadtentwicklungstechnisch bisher nicht erschlossen. An der südlichen Stirnseite liegt der ehemalige Kohlebunker des 2005 abgeschalteten Kohlekraftwerks der Stadtwerke. 2007 wurde er in einem Wärmespeicher für die Fernwärme des neuen GuD-Kraftwerks umgerüstet, so dass dieser bestehen bleiben wird. Am Flechtheimspeicher steht auch das Wahrzeichen des Hafens, ein alter Entladekran aus dem Jahr 1962.